# Biserica de lemn din Ilovu

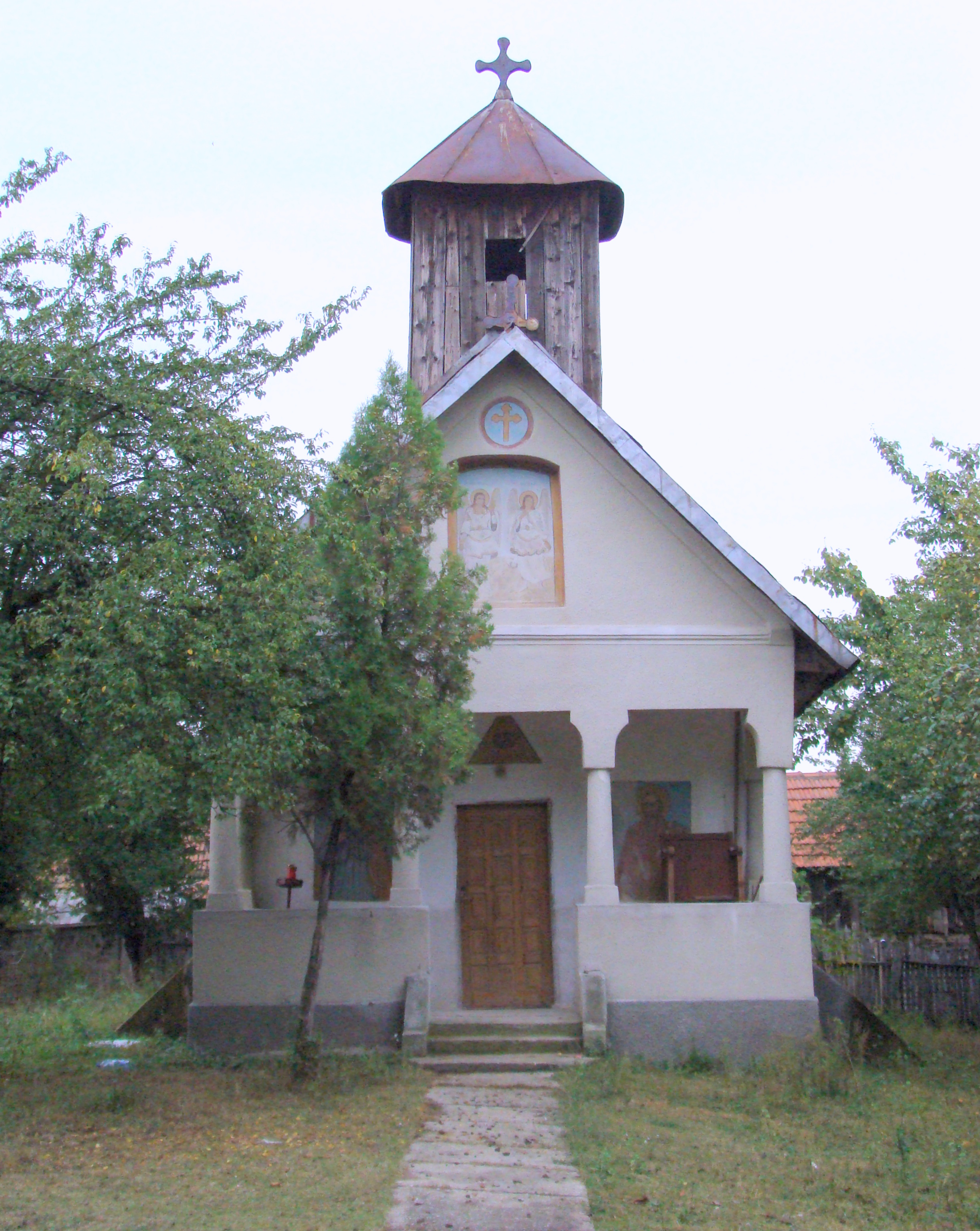
Biserica de lemn „Sfinţii Voievozi” din Ilovu, comuna Căzănești, județul Mehedinți, foto: septembrie 2009.

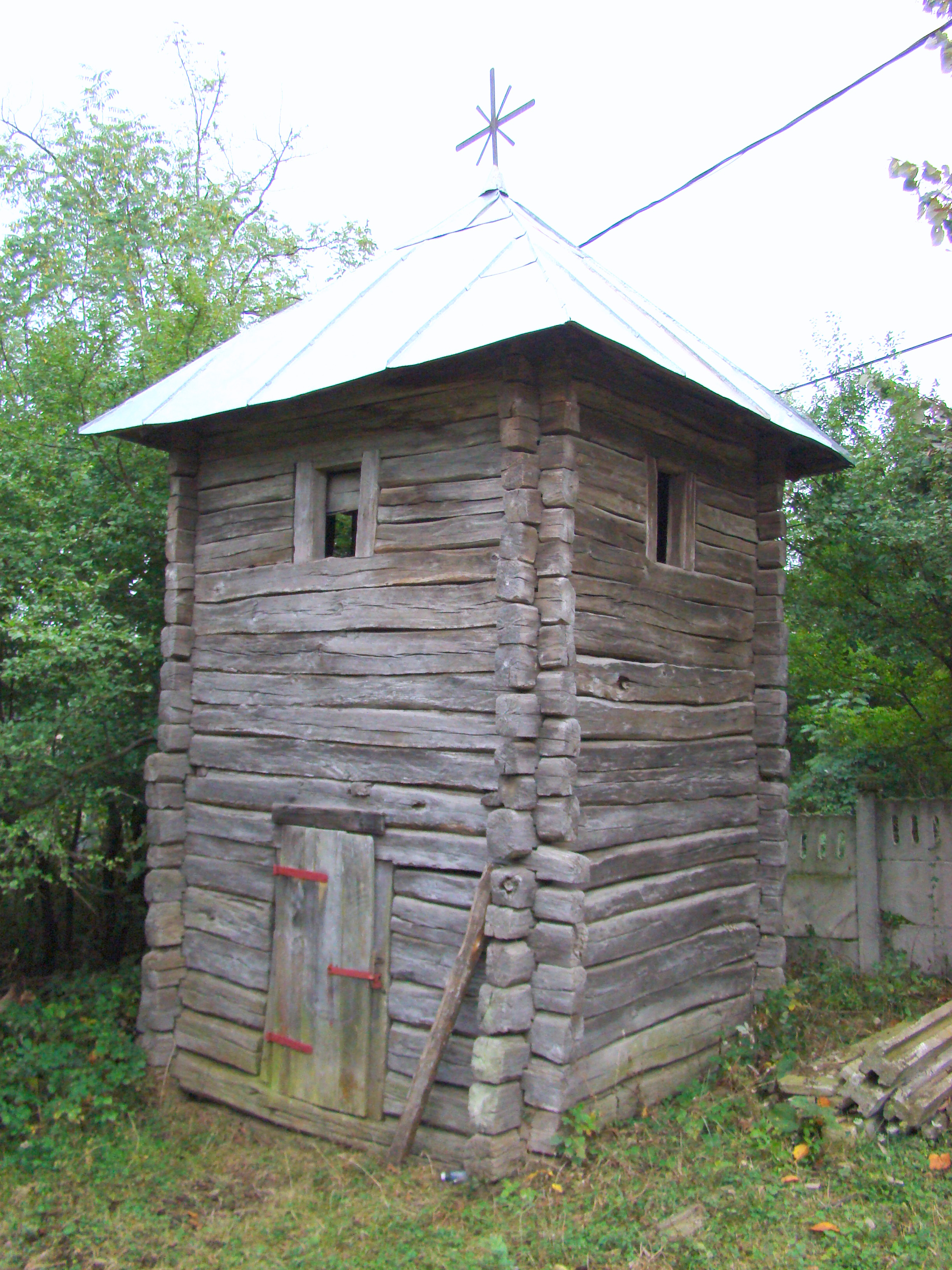
Clopotniţa

Biserica de lemn din Ilovu, comuna Căzănești, județul Mehedinți, a fost construită în jur de 1750, refăcută în 1890 . Are hramul „Sfinții Voievozi”. Biserica se află pe noua listă a monumentelor istorice sub codul LMI:  MH-II-m-B-10347.

## Imagini din exterior

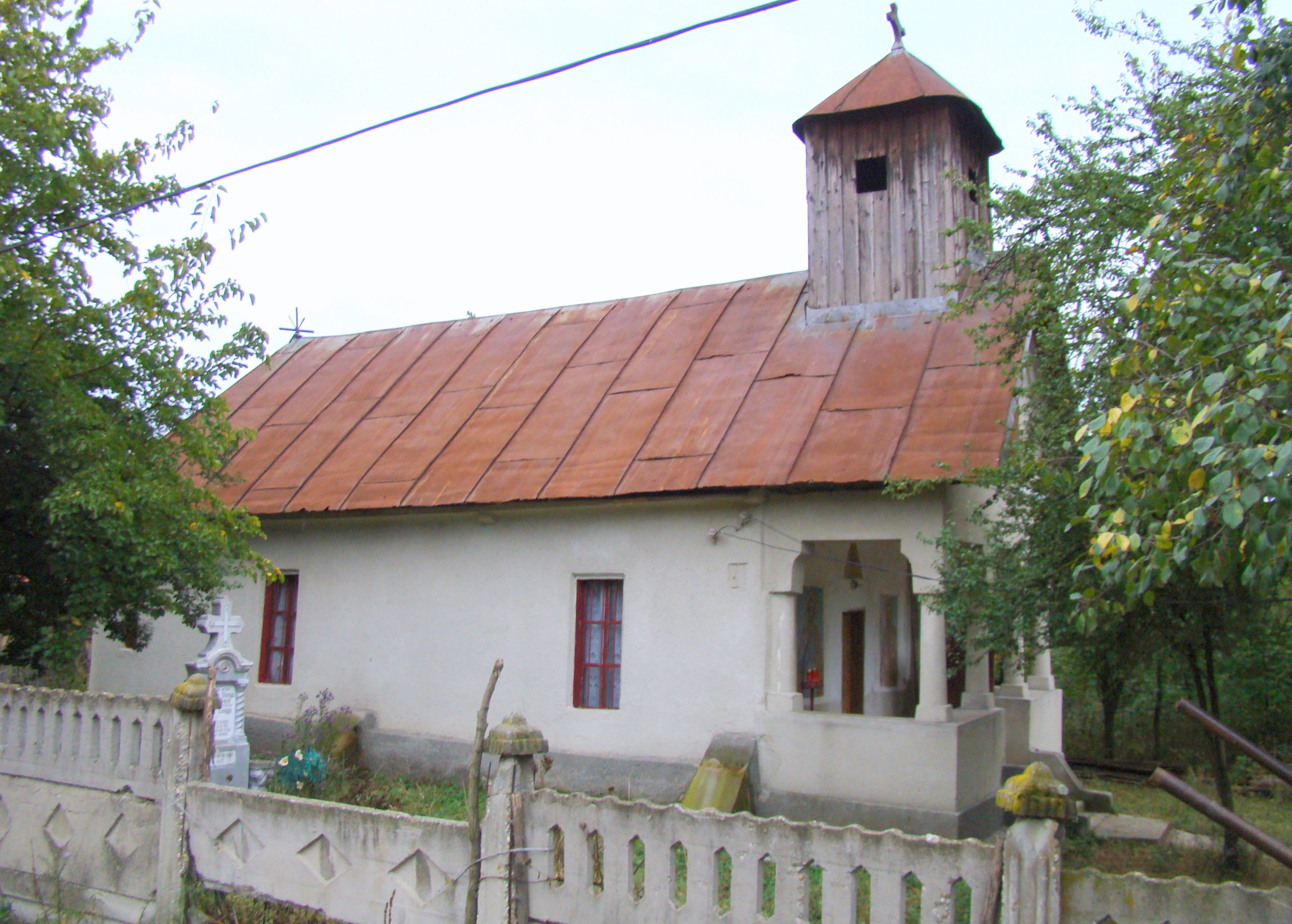
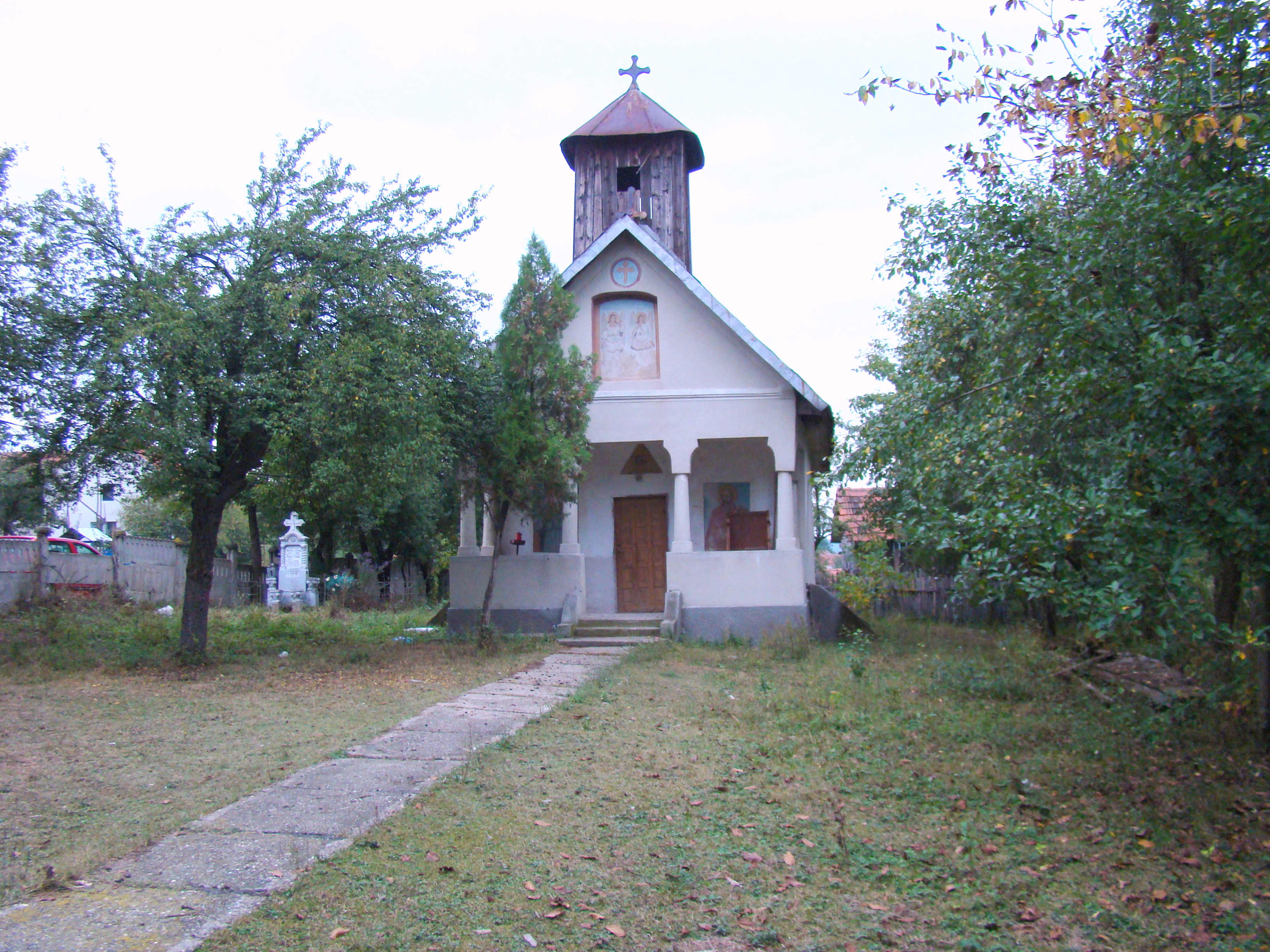
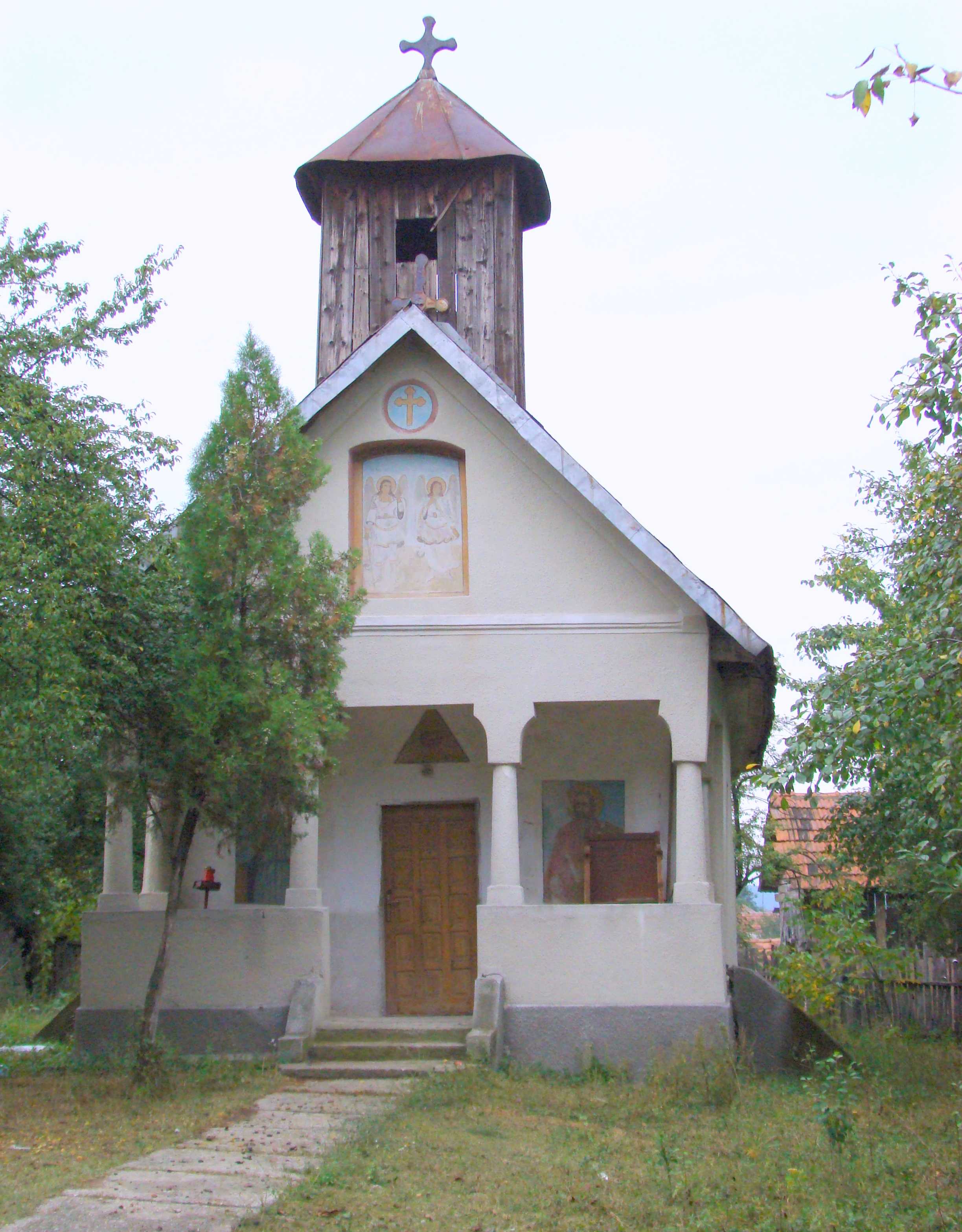
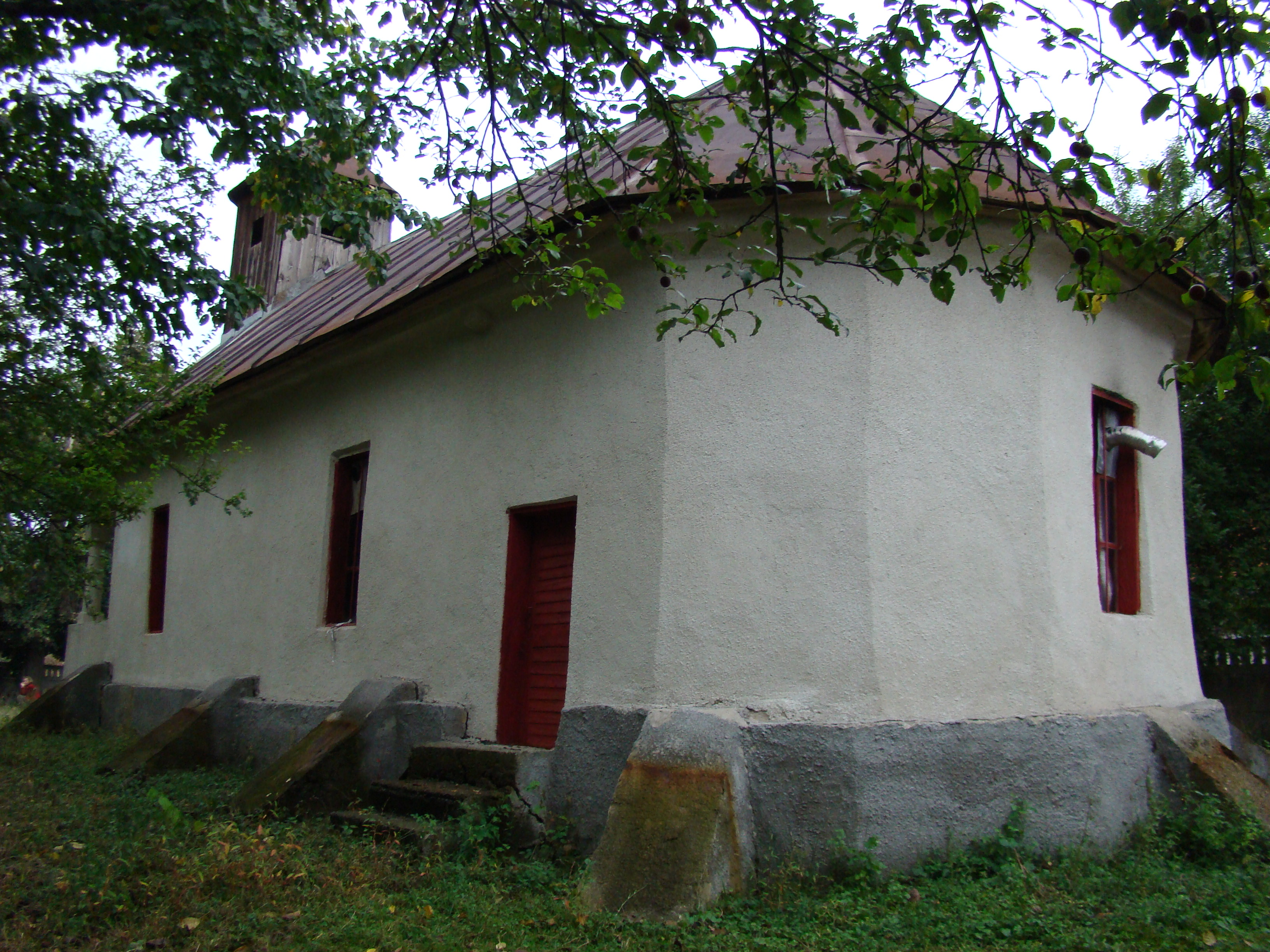
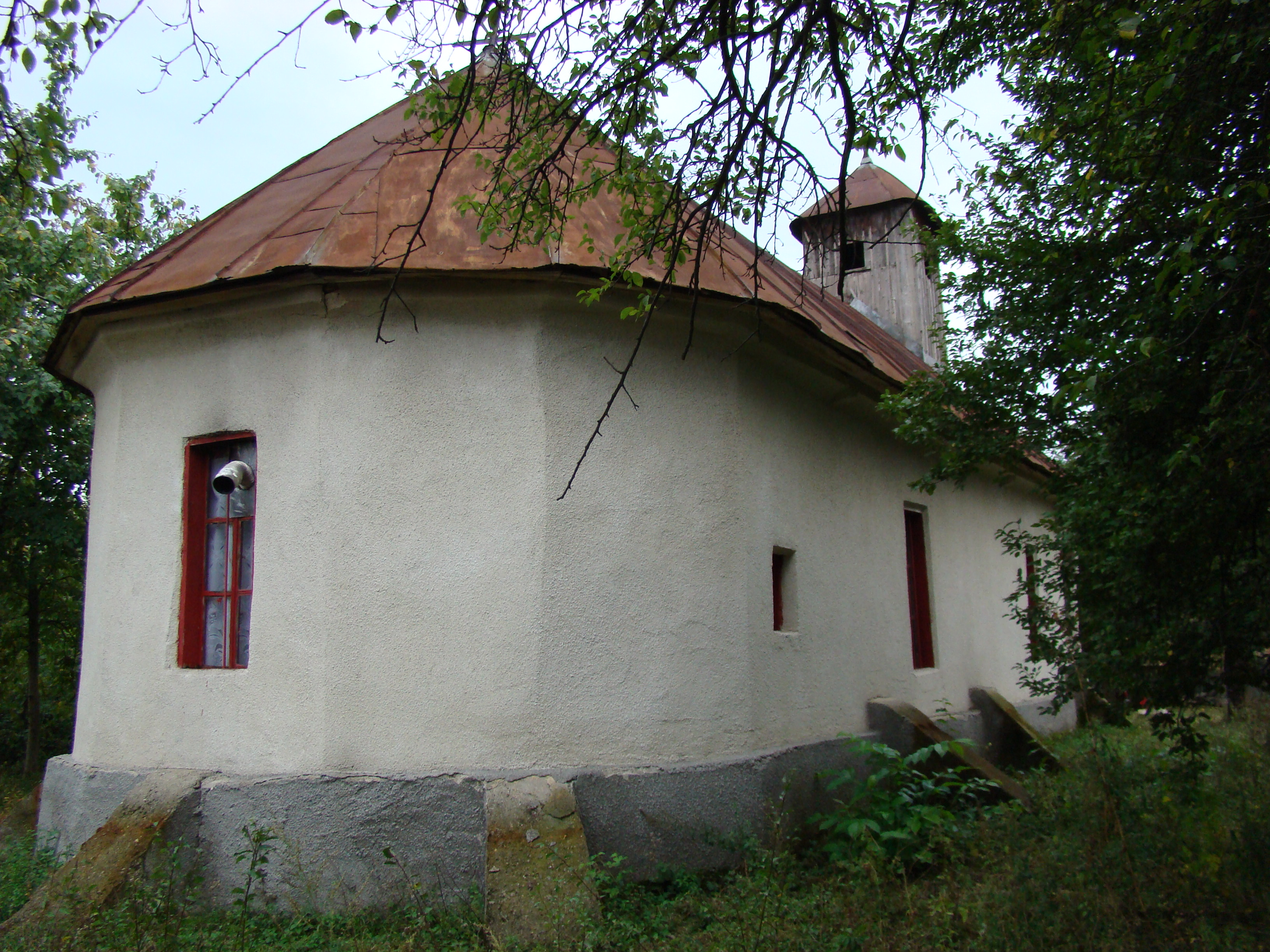
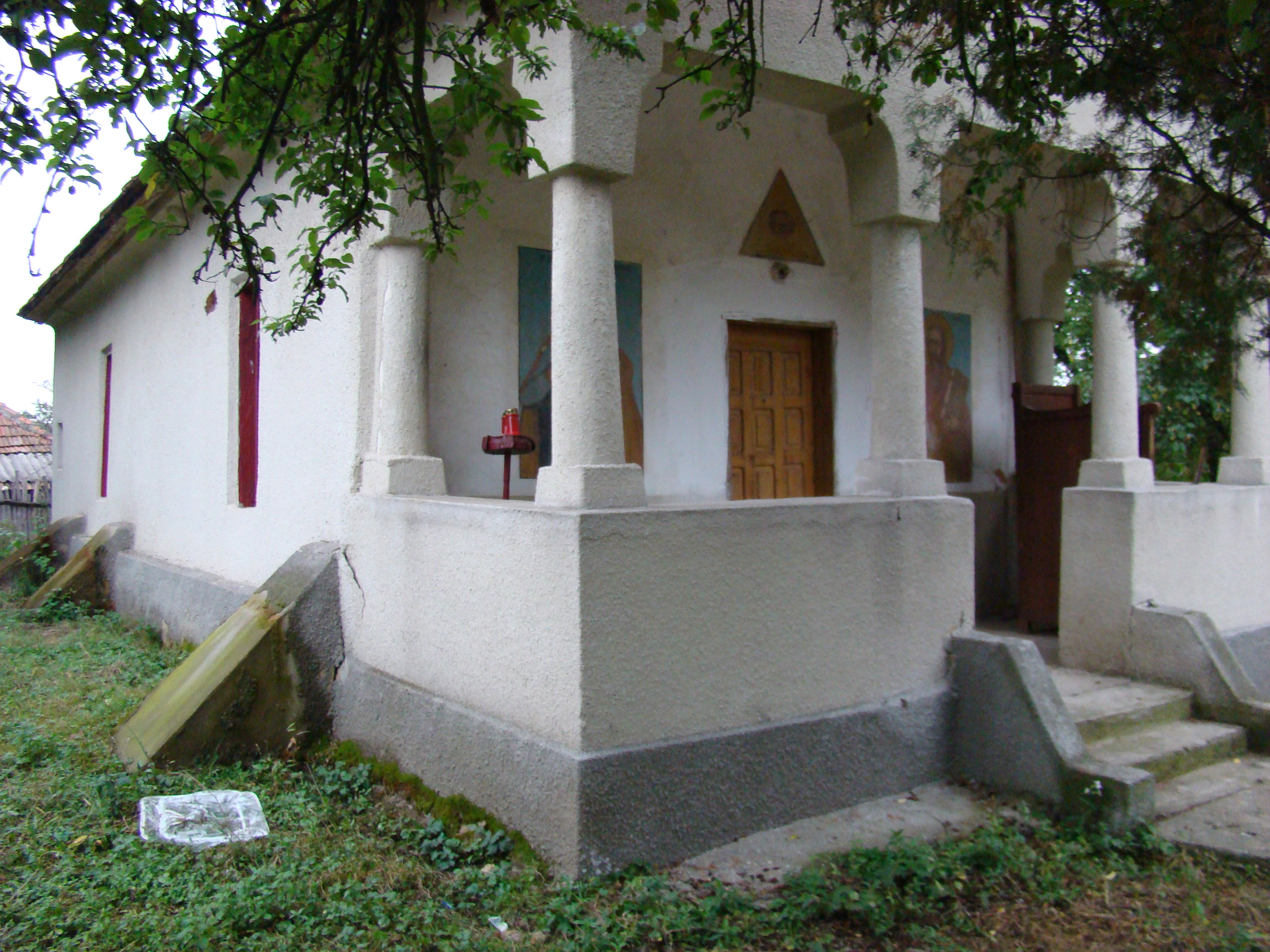
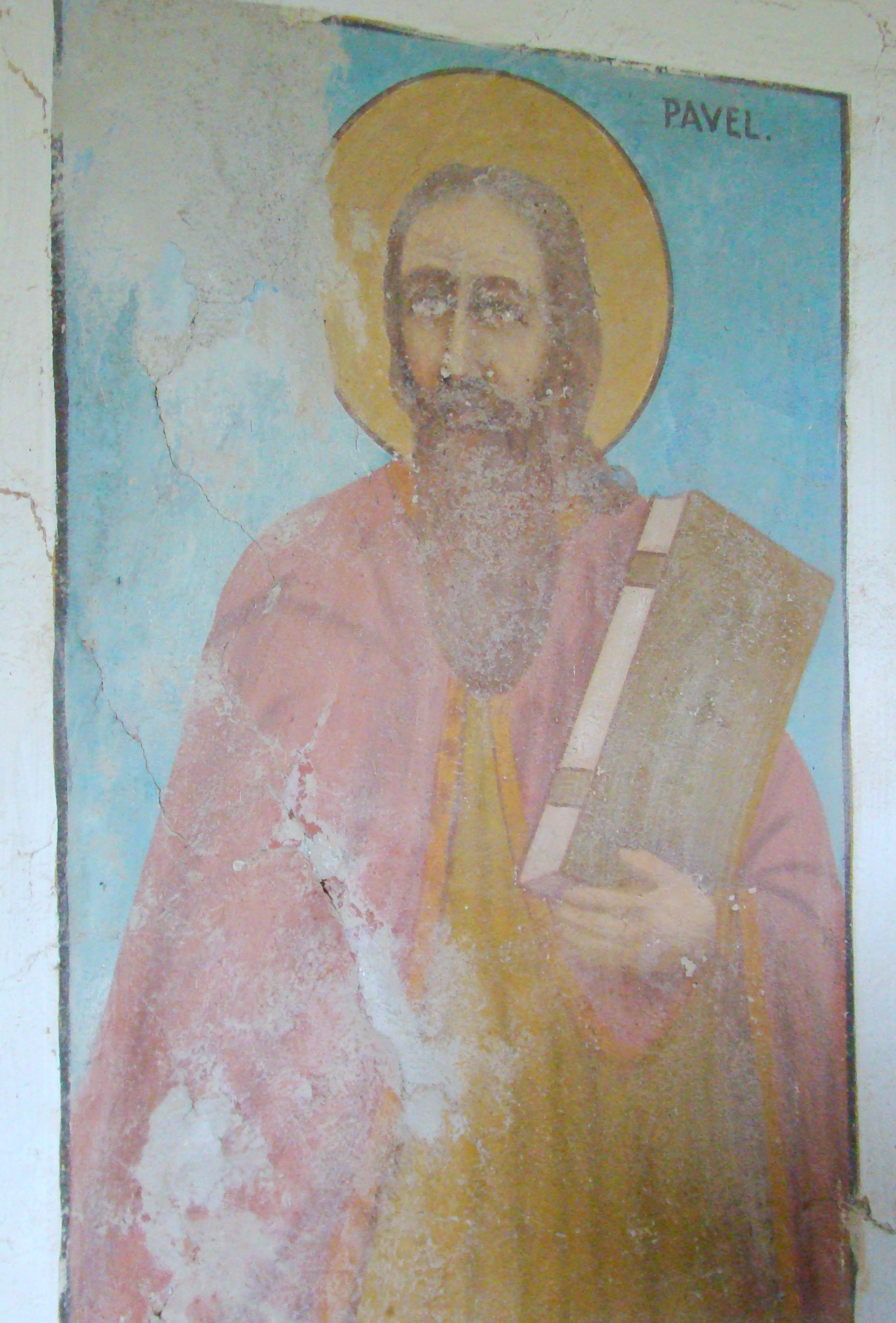
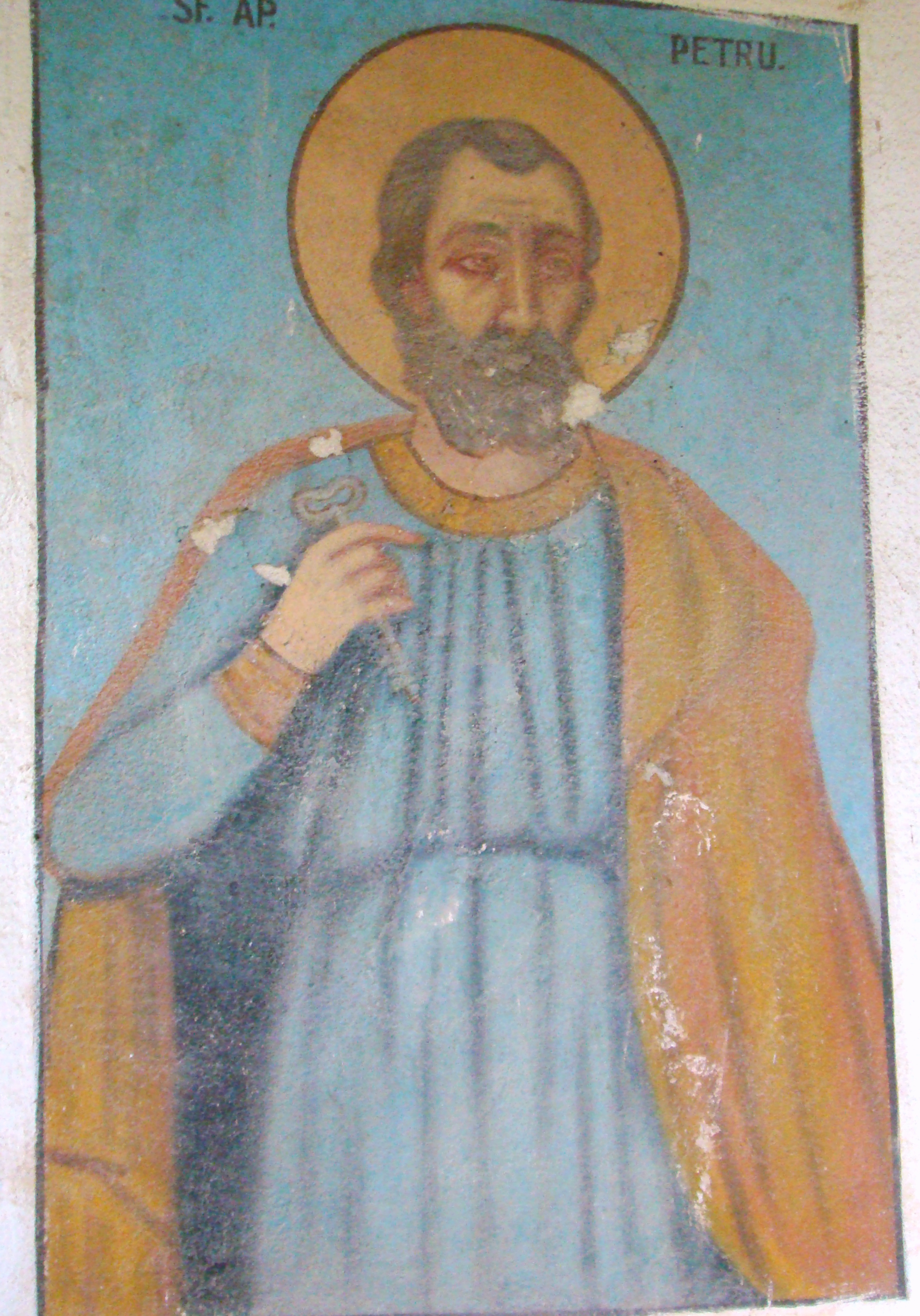
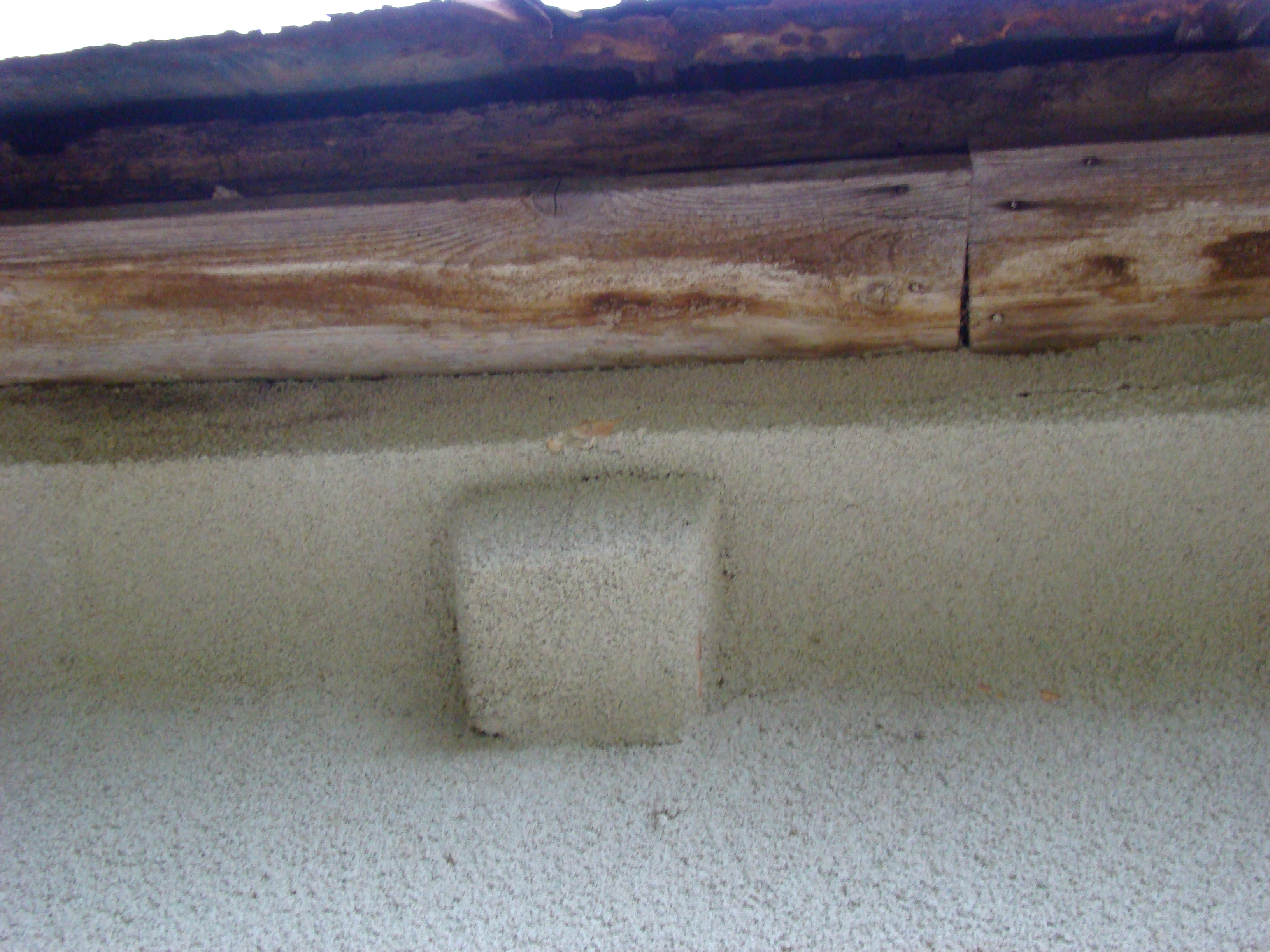
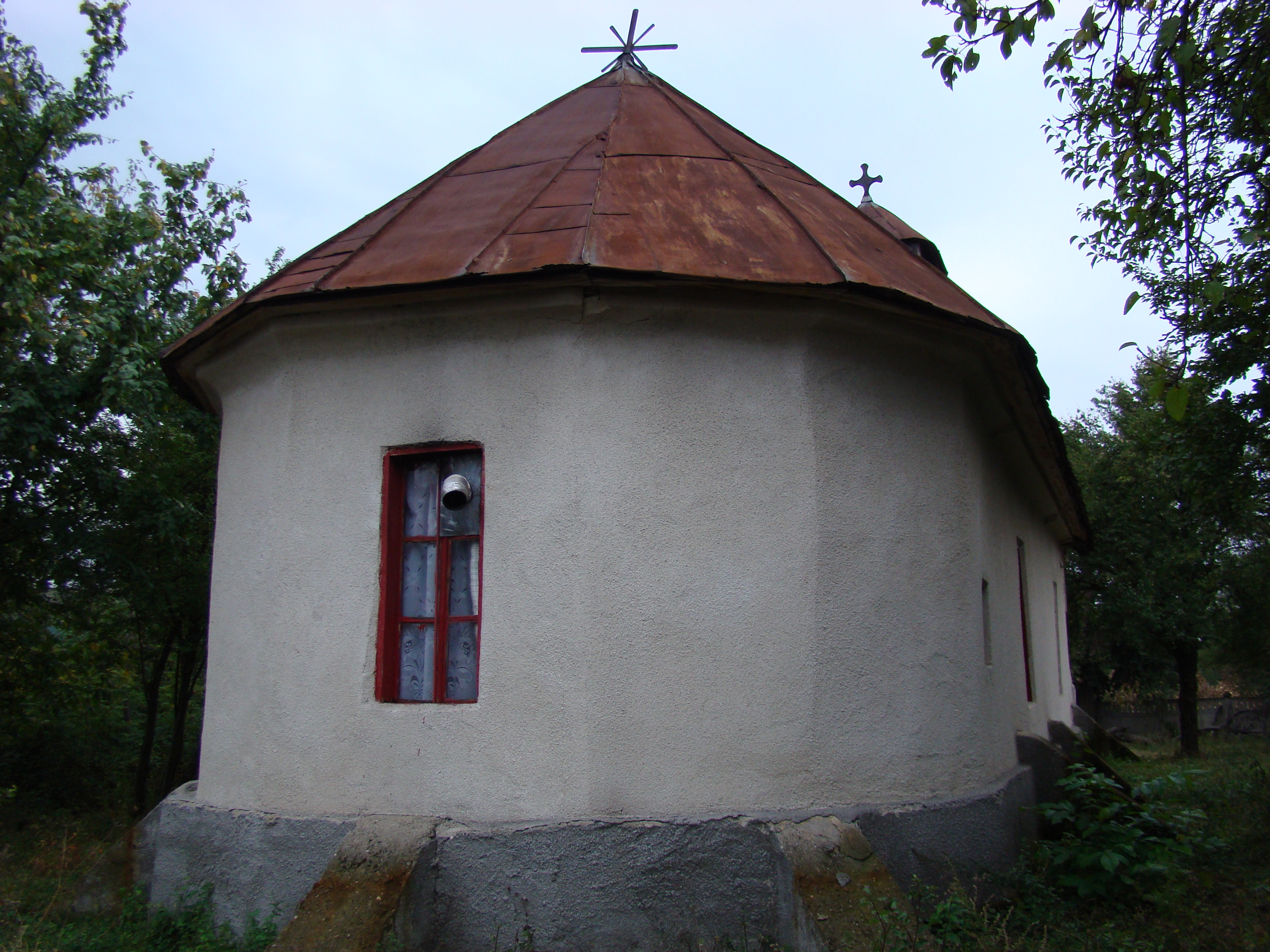
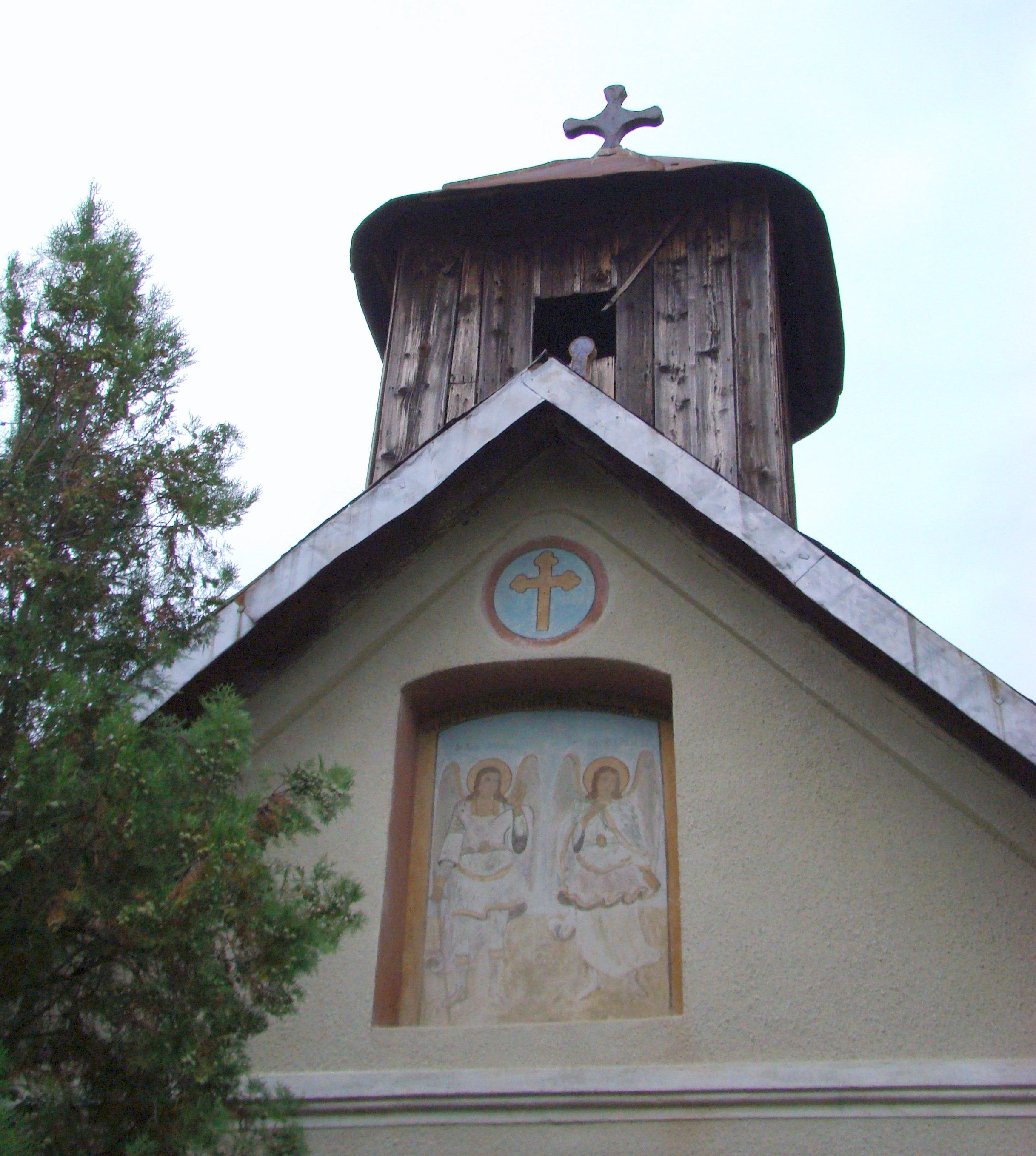
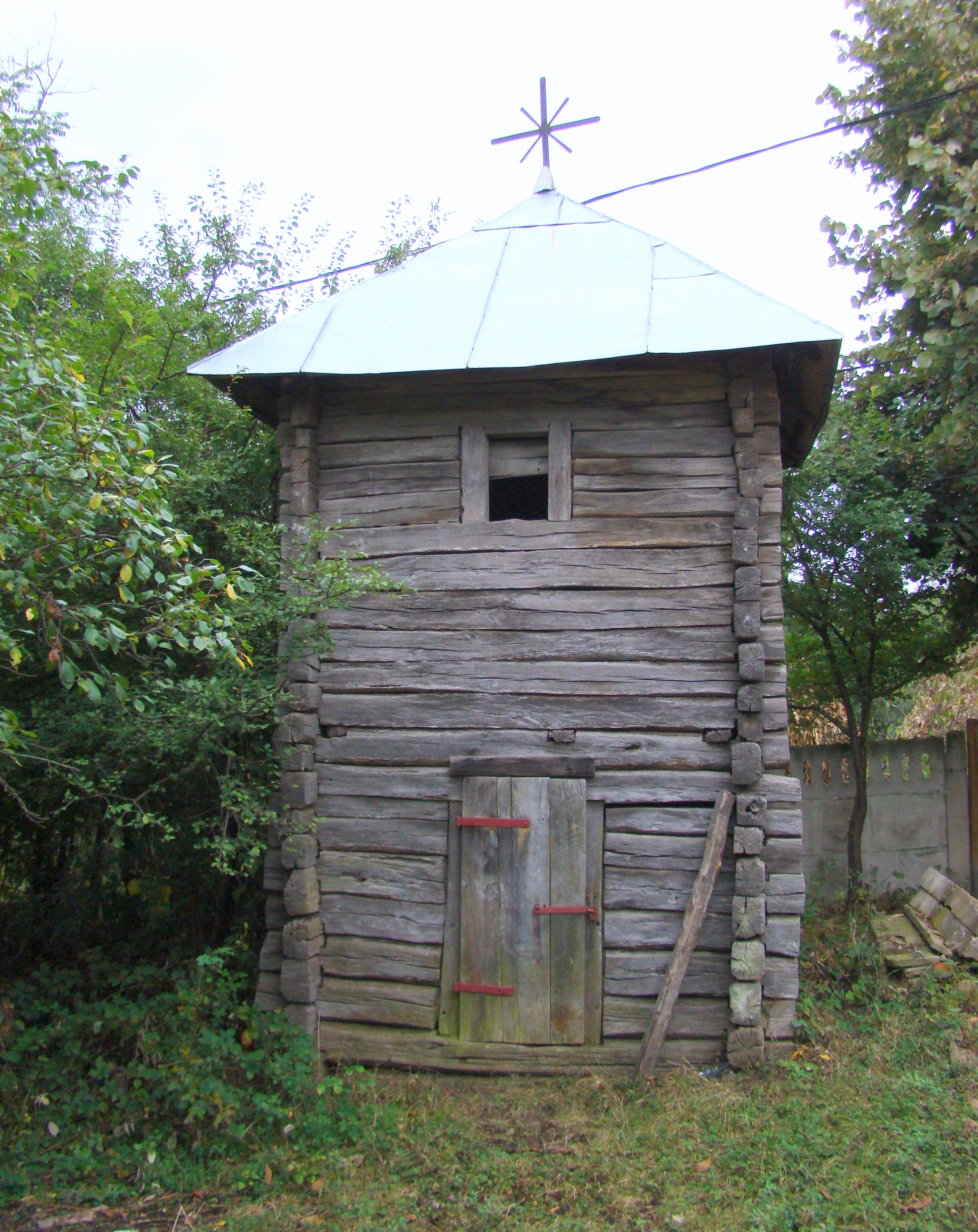